# Amsterdamsche Football Club Ajax 1976-1977
Questa voce raccoglie le informazioni riguardanti l'Amsterdamsche Football Club Ajax nelle competizioni ufficiali della stagione 1976-1977.

## Stagione
In questa stagione è Tomislav Ivić a sedersi in panchina, mentre si registrano gli addii di Gerrie Mühren e di Heinz Stuy. La squadra viene subito eliminata sia dalla Coppa UEFA (vittoria per 1-0 ad Amsterdam contro il Manchester Utd, sconfitta per 2-0 in Inghilterra) che dalla KNVB beker (2-1 subito dall'Utrecht), però i Lancieri tornano a vincere la Eredivisie dopo quattro anni, chiudendo cinque punti sopra il PSV. Come nelle ultime due stagioni Ruud Geels è capocannoniere in campionato, mentre terminano la loro lunga militanza nel club Wim Suurbier e Barry Hulshoff.

## Organigramma societario
Fonte
Area direttiva
- Presidente:  Jaap van Praag

Area tecnica
- Allenatore:  Tomislav Ivić.
- Allenatore in seconda:  Bobby Haarms

## Rosa
Fonte
| N. |                        | Ruolo | Calciatore         |
| -- | ---------------------- | ----- | ------------------ |
|    | Paesi Bassi (bandiera) | P     | Piet Schrijvers    |
|    | Paesi Bassi (bandiera) | P     | Heinz Stuy         |
|    | Paesi Bassi (bandiera) | P     | Robertus Tervoort  |
|    | Paesi Bassi (bandiera) | D     | Barry Hulshoff     |
|    | Paesi Bassi (bandiera) | D     | Ruud Krol          |
|    | Paesi Bassi (bandiera) | D     | Wim Suurbier       |
|    | Paesi Bassi (bandiera) | D     | Pim van Dord       |
|    | Paesi Bassi (bandiera) | D     | Ton Wickel         |
|    | Paesi Bassi (bandiera) | D     | Johan Zuidema      |
|    | Danimarca (bandiera)   | C     | Frank Arnesen      |
|    | Paesi Bassi (bandiera) | C     | Johnny Dusbaba     |
|    | Paesi Bassi (bandiera) | C     | Ronald Klinkenberg |

| N. |                        | Ruolo | Calciatore      |
| -- | ---------------------- | ----- | --------------- |
|    | Paesi Bassi (bandiera) | C     | Freek Lamain    |
|    | Danimarca (bandiera)   | C     | Søren Lerby     |
|    | Paesi Bassi (bandiera) | C     | René Notten     |
|    | Paesi Bassi (bandiera) | C     | Thomas Rongen   |
|    | Paesi Bassi (bandiera) | C     | Dick Schoenaker |
|    | Paesi Bassi (bandiera) | A     | Aitze Bouma     |
|    | Paesi Bassi (bandiera) | A     | Hans Erkens     |
|    | Paesi Bassi (bandiera) | A     | Ruud Geels      |
|    | Jugoslavia (bandiera)  | A     | Joško Gluić     |
|    | Paesi Bassi (bandiera) | A     | Robert Kok      |
|    | Paesi Bassi (bandiera) | A     | Tscheu La Ling  |
|    | Paesi Bassi (bandiera) | A     | Simon Tahamata  |

## Statistiche

### Statistiche di squadra
| Competizione | Punti | Totale | Totale | Totale | Totale | Totale | Totale |
| Competizione | Punti | G      | V      | N      | P      | Gf     | Gs     |
| ------------ | ----- | ------ | ------ | ------ | ------ | ------ | ------ |
| Eredivisie   | 52    | 34     | 23     | 6      | 5      | 62     | 26     |
| KNVB beker   | -     | 1      | 0      | 0      | 1      | 1      | 2      |
| Coppa UEFA   | -     | 2      | 1      | 0      | 1      | 1      | 2      |
| Totale       |       | 37     | 24     | 6      | 7      | 64     | 30     |

### Statistiche individuali
- Capocannoniere della Eredivisie
  - Ruud Geels (34 gol)